# Thị Tính
De Thị Tính is een zijrivier van de Sài Gòn. De Thị Tính stroomt in zijn geheel in de provincie Bình Dương, een van de provincies in Vietnam.
De rivier krijgt zijn naam op het moment dat verschillende stroompjes afkomstig van het Dầu Tiếngmeer samenvloeien en Long Nguyên in het district Bến Cát binnenstromen. Ter hoogte van Phú An stroomt de Thị Tính in de Sài Gòn. De totale lengte van de rivier bedraagt ongeveer dertig kilometer.